# Doungou Camara
Pour les articles homonymes, voir Camara.
Doungou Camara, née le 7 janvier 1995 à Pontault-Combault, est une handballeuse internationale sénégalaise évoluant au poste d'arrière droite à la Stella Sports Saint-Maur.

## Biographie
Avec l'Issy Paris Hand, elle est vice-championne de France 2013-2014 et 2014-2015, finaliste de la coupe Challenge 2014 et finaliste de la coupe de France 2014.

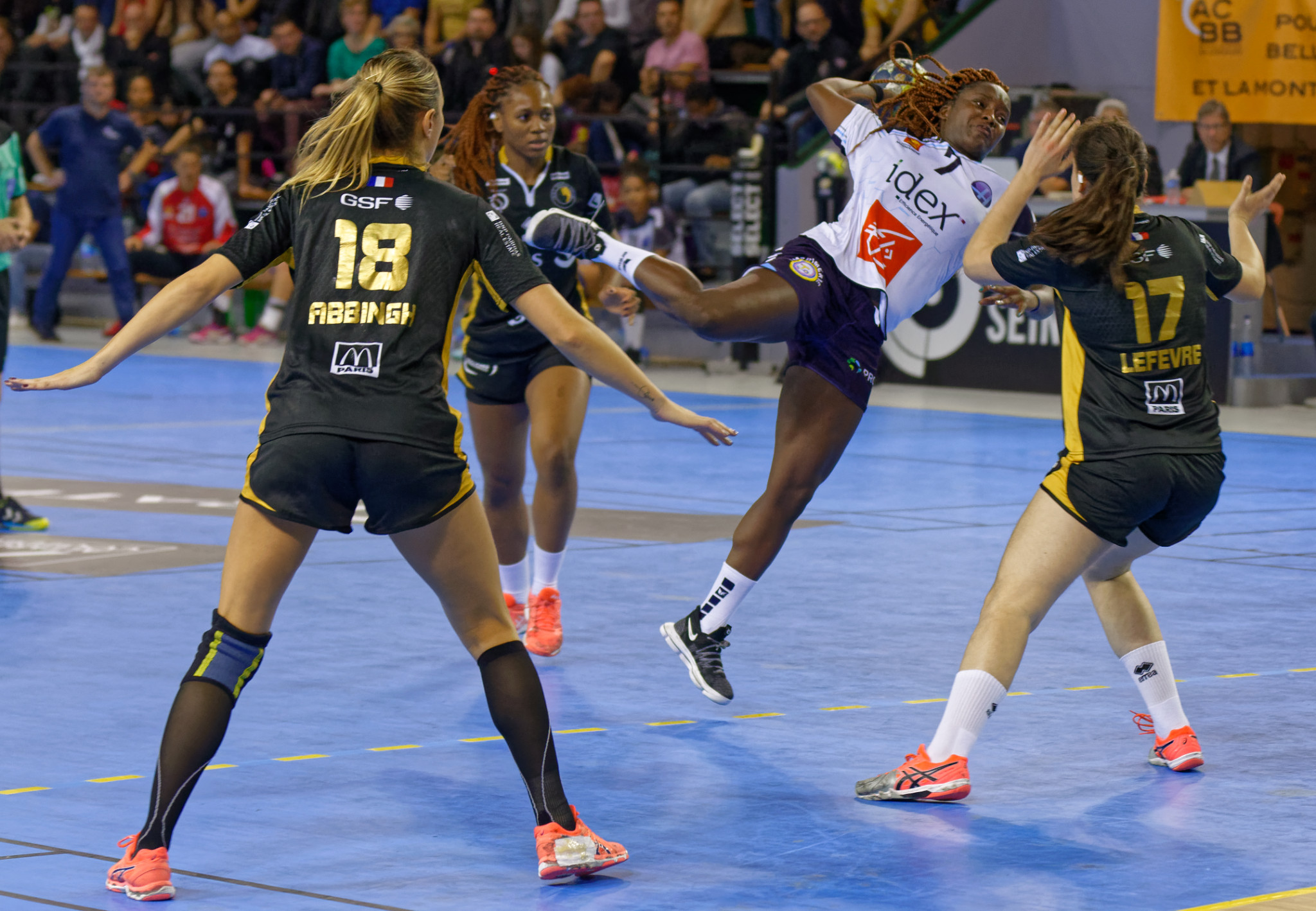
Match de LFH entre Issy Paris Hand et Le Havre. A Boulogne-Billancourt, le 07 octobre 2017.

En mars 2017, elle s'engage avec Le Havre pour la saison suivante.
Internationale junior française, elle évolue en senior en équipe du Sénégal avec laquelle elle remporte une médaille de bronze aux Jeux africains de 2015.
Au championnat d'Afrique des nations 2016, Doungou Camara atteint les demi-finales où le Sénégal bat la Tunisie 26-20. Une réclamation déposée par la Tunisie concernant la participation de Camara à la rencontre entraîne la disqualification de l'équipe sénégalaise. En effet, Camara avait disputé le championnat du monde junior 2014 avec l'équipe de France et n'avait donc pas respecté le délai minimal de trois ans avant de pouvoir porter les couleurs d'une nouvelle sélection,.
En mai 2019, Doungou Camara rejoint la Stella Sports Saint-Maur Handball évoluant en Division 2.

## Palmarès

### En club
compétitions internationales
- finaliste de la coupe Challenge en 2014 (avec Issy Paris Hand)
- finaliste de la coupe des vainqueurs de coupe en 2013 (avec Issy Paris Hand)

compétitions nationales
- vice-championne de France en 2014 et 2015 (avec Issy Paris Hand)
- finaliste de la coupe de France en 2014 et 2017 (avec Issy Paris Hand)

### En sélection
Jeux africains
- médaille de bronze aux Jeux africains de 2015 avec l'équipe du Sénégal

autres
- 5e place du championnat du monde junior en 2014 avec l'équipe de France junior